# Gonfosis
Gonfosis es uno de los tres tipos de articulación fibrosa que existen (las otras dos son las suturas y la sindesmosis) y solo se encuentran en algunos lugares del cuerpo: entre los huesos maxilares y los dientes.  

## Etimología
El origen del nombre proviene de la raíz griega gonfos, que quiere decir clavo, fue llamada así porque originalmente se creía que la inserción de los dientes en la mandíbula era un proceso mecánico, semejante a como un clavo se inserta en una tabla. 

## Descripción
Se caracteriza por tener muy poca movilidad, ya que los dos tejidos (hueso y cemento de la raíz dental) encajan uno dentro del otro de manera muy semejante a como lo hace una clavija en un contacto de pared. Al igual que las otras articulaciones fibrosas, los dos tejidos están unidos por tejido conectivo fibroso, que en este caso es llamado ligamento periodontal. El ligamento periodontal tiene entre 0,1 y 0,3 mm de espesor.